# HMS Justice (W140)
El HMS Justice (W-140) es una embarcación de la Marina Real Británica. Fue construida en los Estados Unidos y asignada como un remolcador de rescate USS ATR-20 de clase ATR-1 de la Armada de los Estados Unidos. Nunca fue comisionada en la Armada de los Estados Unidos. Fue transferida a la Marina Real Británica bajo la Ley de Préstamo y Arriendo. Regresó a los Estados Unidos después de la Segunda Guerra Mundial y fue reasignada como BATR-20. Se vendió para servicios comerciales en 1946 y fue renombrado como Saint Christopher.  Fue abandonada y encallada en Ushuaia, Argentina.

## Historia
El USS ATR-20 fue establecido por Camden Shipbuilding & Marine Railway Co., Camden, Maine, el 20 de enero de 1943; botado en el 18 de octubre de 1943; patrocinado por Miss Joy D. Creyk; transferido al Reino Unido bajo la Ley de Préstamo y Arriendo; y comisionado como HMS Justice en Boston, Massachusetts, el mismo día. El teniente J. S. Allison estuvo al comando.
Durante el resto de la Segunda Guerra Mundial, HMS Justice sirvió como remolcador de rescate en la Marina Real. Según los informes, sirvió en la invasión de Normandía en junio de 1944, una de las batallas más cruciales en la Segunda Guerra Mundial.

### Últimos años
Después de que Justice fue devuelta a la Armada de los Estados Unidos, fue sacada del Naval Vessel Register (Registro de Buques Navales) tres años después el 3 de julio de 1946 a Leopoldo Simoncini de Buenos Aires, renombrada como St. Christopher y la bandera de Costa Rica fue colocada. En 1953 fue fletada para operaciones de salvamento en el Canal Beagle en el trasatlántico hundido Hamburg South America Line SS Monte Cervantes junto con varios buques de la Armada Argentina.
En 1954 sufrió problemas con el motor y daños en el timón. Después de eso, en 1957 fue abandonada en Ushuaia, Argentina. En 2004 le quitaron el combustible restante. El buque está todavía varado y encallado en Ushuaia. Con el paso de los años se ha convertido en un atractivo turístico de la ciudad, que ha realizado obras para su mantenimiento, junto con el gobierno de la provincia de Tierra del Fuego.